# Centrale électrique de Tallinn
La centrale électrique de Tallinn (en estonien : Tallinna elektrijaam) est une ancienne centrale électrique située dans la ville estonienne de Tallinn. Elle a fonctionné de 1913 à 1979.

## Histoire
Depuis 1984, l'ancienne chaudière de Kadriorg centrale est un musée de l'énergie.
Depuis 2011, l'ancien bâtiment chaudière est un centre de création nommé Bouilloire culturelle, qui organise des événements, expositions et concerts, et offre des possibilités de résidence à des artistes.
Plusieurs éléments, dont les chaudières de la centrale sont inscrits au registre national des monuments culturels estoniens.

## Cinéma
La centrale fut utilisée par Andreï Tarkovski pour son film Stalker : la scène où Stalker pénètre dans la zone fut filmée à l'entrée de la centrale, et les lettres U et N (pour United Nations) furent peintes sur les cheminées, où elles sont toujours visibles de nos jours.

## Galerie

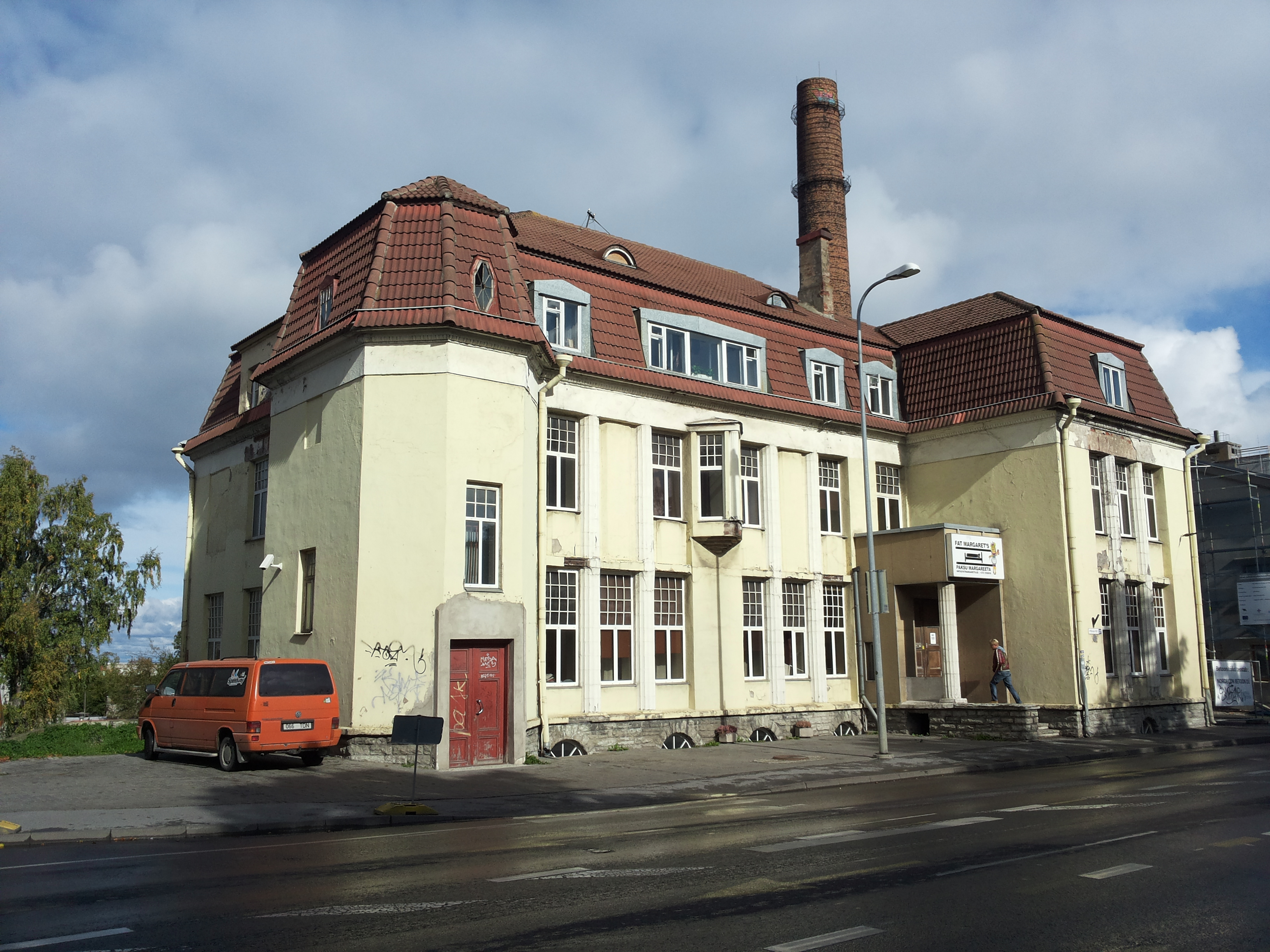
Bâtiment administratif
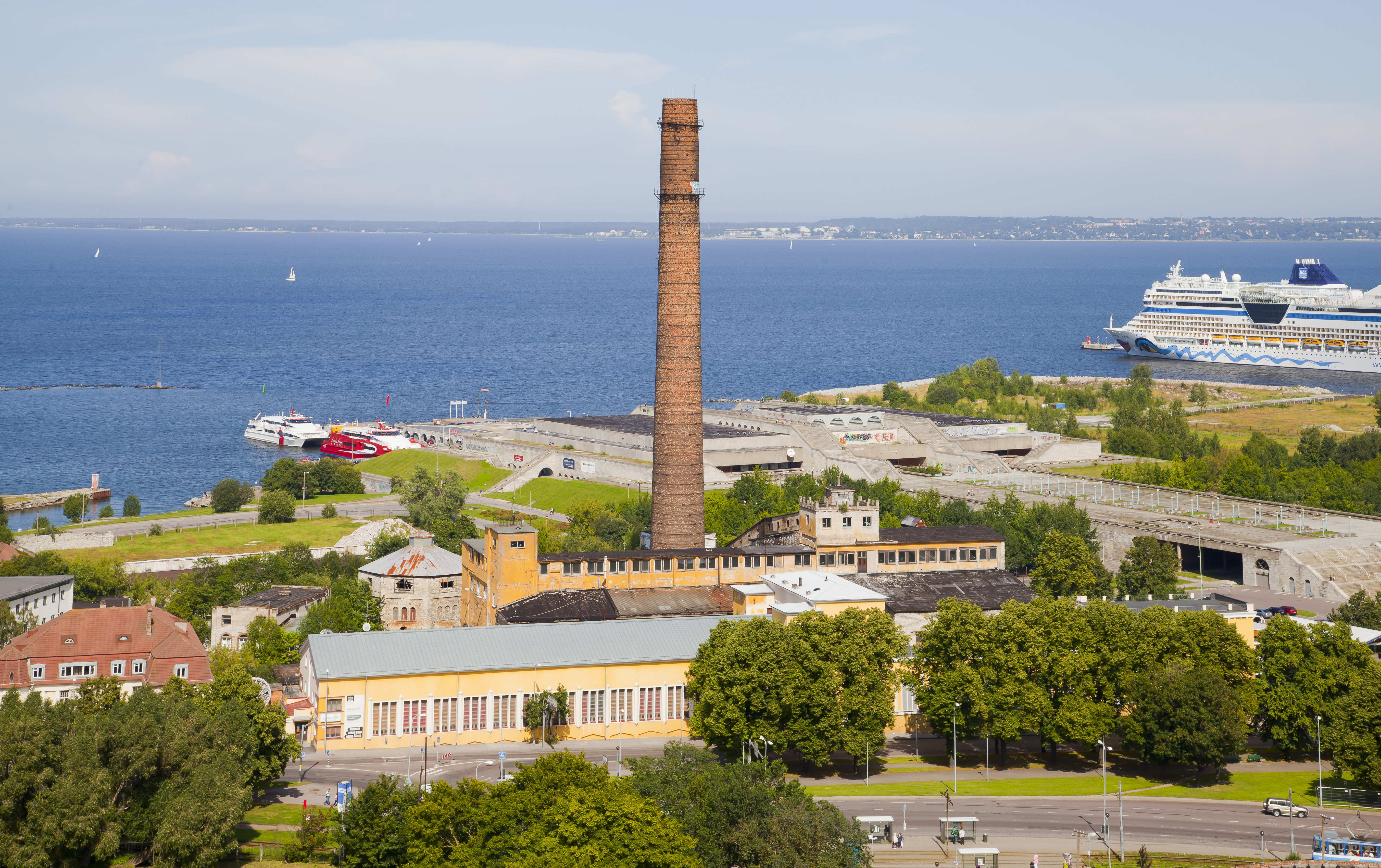
Vue de l'église Saint-Olaf
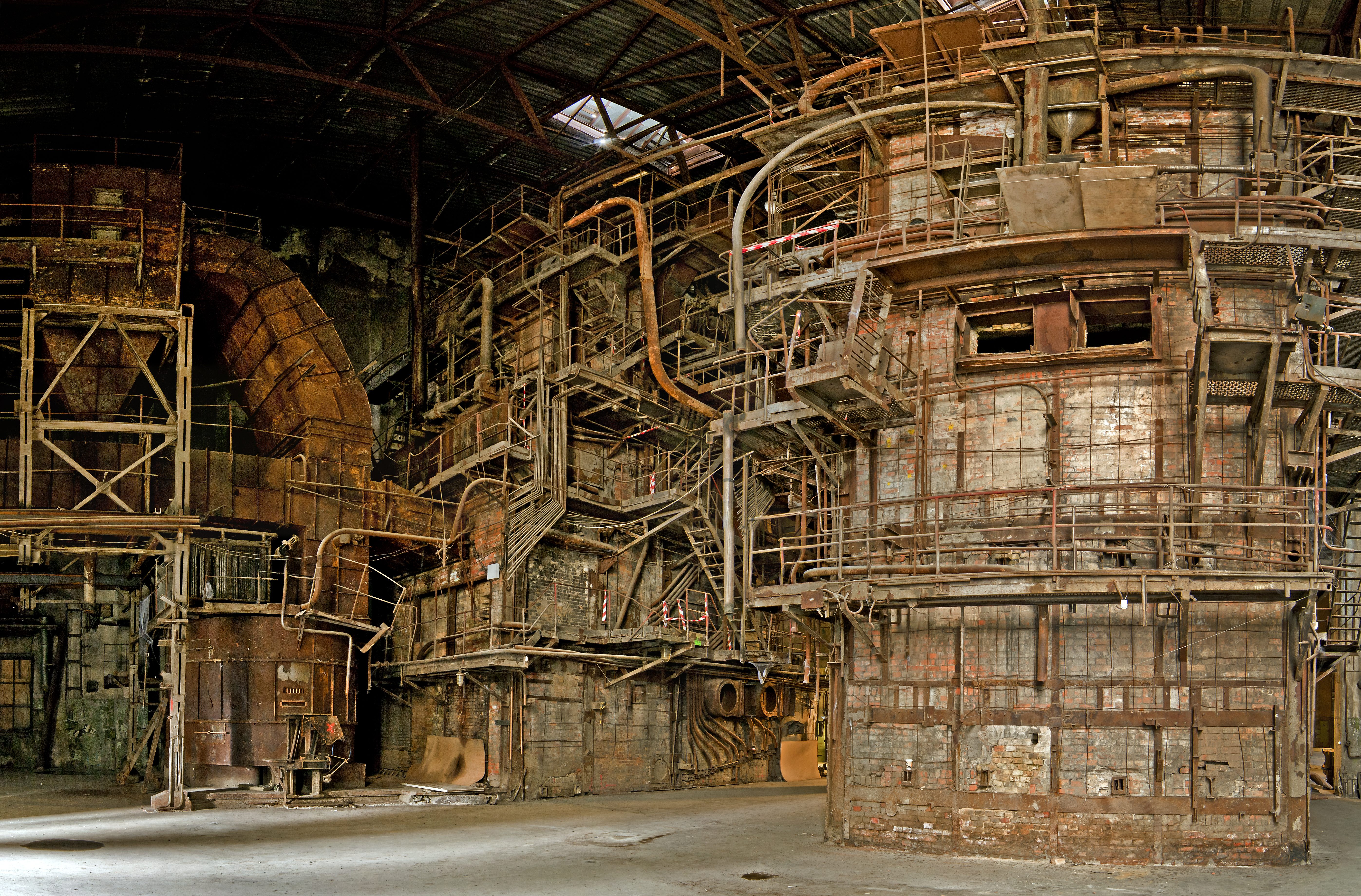
Les chaudières